# Чемпіонат світу з футболу 1998
Чемпіонат світу з футболу 1998 року (фр. Coupe du monde de football de 1998) — 16-й чемпіонат світу з футболу, що проводився ФІФА. Турнір проходив у Франції з 10 червня по 12 липня 1998 року. На чемпіонаті було зіграно 64 матчі й забито 171 м'яч (у середньому 2.67 м'ячі за матч).
Уперше в історії турніру кількість учасників його фінальної частини було розширено до 32 команд, які починали змагання у 8 групах. Відповідно турнір складався із рекордних на той час 64 ігор та тривав рекордні 32 дні. Матчі змагання проходили на 10 стадіонах у 10 містах Франції, основним з яких був визначений новозбудований Стад-де-Франс у столичному передмісті Сен-Дені, що приймав гру-відкриття і фінальний матч.
Переможцями чемпіонату стали господарі турніру, збірна Франції, яка із рахунком 3:0 здолала у фінальній грі діючих на той час чемпіонів світу, команду Бразилії. Франція виграла свій перший титул і стала сьомою в історії збірною-чемпіоном світу. При цьому вона стала шостою командою, якій таке досягнення підкорилося на домашніх стадіонах (після збірних Уругваю, Італії, Англії, Німеччини та Аргентини).
Турнір став дебютним для представників Хорватії, Ямайки, Японії та Південно-Африканської Республіки, причому перші відразу здобули «бронзу» мундіалю, а їх зірковий нападник Давор Шукер став його найкращим бомбардиром.

## Вибір країни-господаря чемпіонату
Франція отримала право проведення світової першості 1998 року 2 липня 1992 року на засіданні виконавчого комітету ФІФА у швейцарському Цюриху. Єдиним її конкурентом було Марокко, яке за результатами голосування поступилося із рахунком 7 проти 12 голосів. Раніше із боротьби за прийняття турніру вибула Швейцарія, яка не змогла забезпечити виконання вимог ФІФА.
Таким чином Франція, яка була господарем чемпіонату світу 1938, стала лише третьою країною, яка удруге в історії приймала світову футбольну першість (після Мексики та Італії у 1986 і 1990 роках відповідно).
| Франція | 12 |
| Марокко | 7  |

## Міста і стадіони
Важливою частиною заявки Франції була гарантія підготовки для потреб турніру десяти стадіонів, включно із будівництвом нової арени на 80 тисяч місць.
Тогочасний мер Парижа Жак Ширак успішно досяг домовленості із Прем'єр-Міністром Едуаром Баладюром про будівництво нового стадіону, що отримав назву Стад де Франс, на території Сен-Дені, північного передмістя французької столиці. Будівництво арени розпочалося у грудні 1995 року, було завершене за 26 місяців, у листопаді 1997, та коштувало 2.67 мільярди французьких франків.
Вибір 10 стадіонів проходив зі скороченого списку із 14 арен під наглядом ФІФА. П'ять із десяти обраних стадіонів, марсельський Велодром, столичний Парк де Пренс, ліонський Жерлан, Муніципальний стадіон Тулузи та Парк Лескюр у Бордо, вже приймали світову футбольну першість шістдесятьма роками раніше, у 1938;
Найбільшу кількість ігор, дев'ять, включно з матчем-відкриттям та фінальною грою, приймав новозбудований Стад де Франс.
| Сен-Дені                                                                      | Марсель | Париж | Ліон |
| ----------------------------------------------------------------------------- | --- | --- | --- |
| Стад де Франс                                                                 | Велодром | Парк де Пренс                                                                                                  | Жерлан |
| 48°55′28″ пн. ш. 2°21′36″ сх. д. / 48.92444° пн. ш. 2.36000° сх. д.           | 43°16′11″ пн. ш. 5°23′45″ сх. д. / 43.26972° пн. ш. 5.39583° сх. д.                                            | 48°50′29″ пн. ш. 2°15′11″ сх. д. / 48.84139° пн. ш. 2.25306° сх. д.                                            | 45°43′26″ пн. ш. 4°49′56″ сх. д. / 45.72389° пн. ш. 4.83222° сх. д.                                            |
| Місткість: 80,000                                                             | Місткість: 60,000                                                                                              | Місткість: 48,875                                                                                              | Місткість: 44,000                                                                                              |
|                                                                               | | | |
| Ланс                                                                          | Сен-Дені Марсель Париж Ланс Ліон Нант Тулуза Сент-Етьєн Бордо МонпельєЧемпіонат світу з футболу 1998 (Франція) | Сен-Дені Марсель Париж Ланс Ліон Нант Тулуза Сент-Етьєн Бордо МонпельєЧемпіонат світу з футболу 1998 (Франція) | Сен-Дені Марсель Париж Ланс Ліон Нант Тулуза Сент-Етьєн Бордо МонпельєЧемпіонат світу з футболу 1998 (Франція) |
| Фелікс Боллар                                                                 | Сен-Дені Марсель Париж Ланс Ліон Нант Тулуза Сент-Етьєн Бордо МонпельєЧемпіонат світу з футболу 1998 (Франція) | Сен-Дені Марсель Париж Ланс Ліон Нант Тулуза Сент-Етьєн Бордо МонпельєЧемпіонат світу з футболу 1998 (Франція) | Сен-Дені Марсель Париж Ланс Ліон Нант Тулуза Сент-Етьєн Бордо МонпельєЧемпіонат світу з футболу 1998 (Франція) |
| 50°25′58.26″ пн. ш. 2°48′53.47″ сх. д. / 50.4328500° пн. ш. 2.8148528° сх. д. | Сен-Дені Марсель Париж Ланс Ліон Нант Тулуза Сент-Етьєн Бордо МонпельєЧемпіонат світу з футболу 1998 (Франція) | Сен-Дені Марсель Париж Ланс Ліон Нант Тулуза Сент-Етьєн Бордо МонпельєЧемпіонат світу з футболу 1998 (Франція) | Сен-Дені Марсель Париж Ланс Ліон Нант Тулуза Сент-Етьєн Бордо МонпельєЧемпіонат світу з футболу 1998 (Франція) |
| Місткість: 41,300                                                             | Сен-Дені Марсель Париж Ланс Ліон Нант Тулуза Сент-Етьєн Бордо МонпельєЧемпіонат світу з футболу 1998 (Франція) | Сен-Дені Марсель Париж Ланс Ліон Нант Тулуза Сент-Етьєн Бордо МонпельєЧемпіонат світу з футболу 1998 (Франція) | Сен-Дені Марсель Париж Ланс Ліон Нант Тулуза Сент-Етьєн Бордо МонпельєЧемпіонат світу з футболу 1998 (Франція) |
|                                                                               | Сен-Дені Марсель Париж Ланс Ліон Нант Тулуза Сент-Етьєн Бордо МонпельєЧемпіонат світу з футболу 1998 (Франція) | Сен-Дені Марсель Париж Ланс Ліон Нант Тулуза Сент-Етьєн Бордо МонпельєЧемпіонат світу з футболу 1998 (Франція) | Сен-Дені Марсель Париж Ланс Ліон Нант Тулуза Сент-Етьєн Бордо МонпельєЧемпіонат світу з футболу 1998 (Франція) |
| Нант                                                                          | Сен-Дені Марсель Париж Ланс Ліон Нант Тулуза Сент-Етьєн Бордо МонпельєЧемпіонат світу з футболу 1998 (Франція) | Сен-Дені Марсель Париж Ланс Ліон Нант Тулуза Сент-Етьєн Бордо МонпельєЧемпіонат світу з футболу 1998 (Франція) | Сен-Дені Марсель Париж Ланс Ліон Нант Тулуза Сент-Етьєн Бордо МонпельєЧемпіонат світу з футболу 1998 (Франція) |
| Стад де Божуар                                                                | Сен-Дені Марсель Париж Ланс Ліон Нант Тулуза Сент-Етьєн Бордо МонпельєЧемпіонат світу з футболу 1998 (Франція) | Сен-Дені Марсель Париж Ланс Ліон Нант Тулуза Сент-Етьєн Бордо МонпельєЧемпіонат світу з футболу 1998 (Франція) | Сен-Дені Марсель Париж Ланс Ліон Нант Тулуза Сент-Етьєн Бордо МонпельєЧемпіонат світу з футболу 1998 (Франція) |
| 47°15′20.27″ пн. ш. 1°31′31.35″ зх. д. / 47.2556306° пн. ш. 1.5253750° зх. д. | Сен-Дені Марсель Париж Ланс Ліон Нант Тулуза Сент-Етьєн Бордо МонпельєЧемпіонат світу з футболу 1998 (Франція) | Сен-Дені Марсель Париж Ланс Ліон Нант Тулуза Сент-Етьєн Бордо МонпельєЧемпіонат світу з футболу 1998 (Франція) | Сен-Дені Марсель Париж Ланс Ліон Нант Тулуза Сент-Етьєн Бордо МонпельєЧемпіонат світу з футболу 1998 (Франція) |
| Місткість: 39,500                                                             | Сен-Дені Марсель Париж Ланс Ліон Нант Тулуза Сент-Етьєн Бордо МонпельєЧемпіонат світу з футболу 1998 (Франція) | Сен-Дені Марсель Париж Ланс Ліон Нант Тулуза Сент-Етьєн Бордо МонпельєЧемпіонат світу з футболу 1998 (Франція) | Сен-Дені Марсель Париж Ланс Ліон Нант Тулуза Сент-Етьєн Бордо МонпельєЧемпіонат світу з футболу 1998 (Франція) |
|                                                                               | Сен-Дені Марсель Париж Ланс Ліон Нант Тулуза Сент-Етьєн Бордо МонпельєЧемпіонат світу з футболу 1998 (Франція) | Сен-Дені Марсель Париж Ланс Ліон Нант Тулуза Сент-Етьєн Бордо МонпельєЧемпіонат світу з футболу 1998 (Франція) | Сен-Дені Марсель Париж Ланс Ліон Нант Тулуза Сент-Етьєн Бордо МонпельєЧемпіонат світу з футболу 1998 (Франція) |
| Тулуза                                                                        | Сент-Етьєн | Бордо | Монпельє |
| Стадіон Тулузи                                                                | Жоффруа Гішар                                                                                                  | Парк Лескюр | Стад де ла Моссон                                                                                              |
| 43°34′59.93″ пн. ш. 1°26′2.57″ сх. д. / 43.5833139° пн. ш. 1.4340472° сх. д.  | 45°27′38.76″ пн. ш. 4°23′24.42″ сх. д. / 45.4607667° пн. ш. 4.3901167° сх. д.                                  | 44°49′45″ пн. ш. 0°35′52″ зх. д. / 44.82917° пн. ш. 0.59778° зх. д.                                            | 43°37′19.85″ пн. ш. 3°48′43.28″ сх. д. / 43.6221806° пн. ш. 3.8120222° сх. д.                                  |
| Місткість: 37,000                                                             | Місткість: 36,000                                                                                              | Місткість: 35,200                                                                                              | Місткість: 34,000                                                                                              |
|                                                                               | | | |

## Кваліфікація
У кваліфікаційному раунді 174 збірні змагалася за 30 місць у фінальній частині футбольної світової першості. Ще дві команди, господарі турніру збірна Німеччини та діючий чемпіон світу збірна Бразилії кваліфікувалися автоматично, без участі у відбірковому раунді.
За результатами відбору чотири команди уперше стали учасниками чемпіонату світу — Хорватія, Ямайка, Японія та Південно-Африканська Республіка.
Серед визначних команд, які не пробилися на мундіаль, були дворазові чемпіони світу збірну Уругваю, а також команди Португалії, Швеції (бронзовий призер попередньої першості), а також Чехії (третє місце рейтингу ФІФА на той момент).

### Перелік команд, що кваліфікувалися

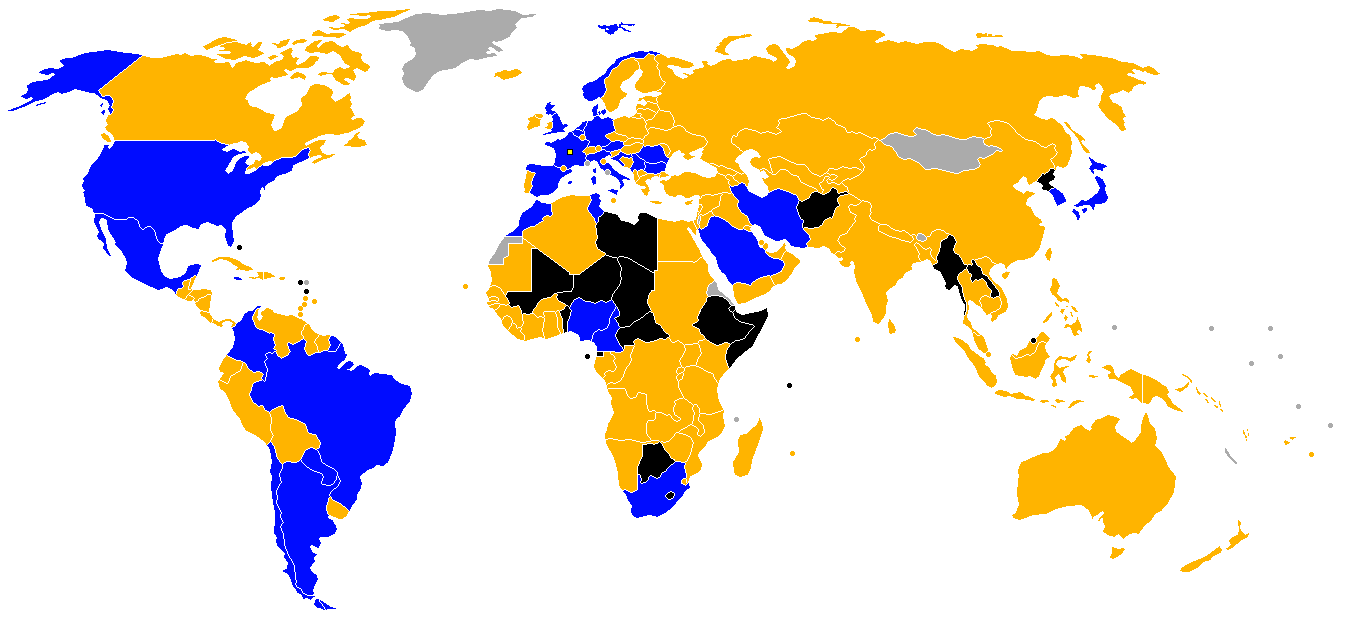
Країни, збірні яких кваліфікувалися на чемпіонат світу
Країни, чиї збірні не кваліфікувалися
Країни, чиї збірні не брали участі у відборі
Країни, що не входили до ФІФА

До фінальної частини чемпіонату світу кваліфікувалися наступні 32 команди:
| АФК (4) - Іран (42) - Японія (дебют) (12) - Саудівська Аравія (34) - Південна Корея (20) КАФ (5) - Камерун (49) - Марокко (13) - Нігерія (74) - ПАР (дебют) (24) - Туніс (21) ОФК (0) - Не кваліфікувалися | КОНКАКАФ (3) - Ямайка (дебют) (30) - Мексика (4) - США (11) КОНМЕБОЛ (5) - Аргентина (6) - Бразилія (діячі чемпіони) (1) - Чилі (9) - Колумбія (10) - Парагвай (29) | УЄФА (15) - Австрія (31) - Бельгія (36) - Болгарія (35) - Хорватія (дебют) (19) - Данія (27) - Англія (5) - Франція (18) (господарі) - Німеччина (2) - Італія (14) - Нідерланди (25) - Норвегія (7) - Румунія (22) - Шотландія (41) - Іспанія (15) - Югославія (8) |  |

| Переможці кваліфікаційного турніру за рейтингом ФІФА (травень 1998) | Переможці кваліфікаційного турніру за рейтингом ФІФА (травень 1998) | Переможці кваліфікаційного турніру за рейтингом ФІФА (травень 1998) | Переможці кваліфікаційного турніру за рейтингом ФІФА (травень 1998) |
|                                                                     | Країна                                                              | Конфедерація                                                        | Рейтинг                                                             |
| ------------------------------------------------------------------- | ------------------------------------------------------------------- | ------------------------------------------------------------------- | ------------------------------------------------------------------- |
| 1                                                                   | Бразилія (діючі чемпіони)                                           | КОНМЕБОЛ                                                            | 1                                                                   |
| 2                                                                   | Німеччина                                                           | УЄФА                                                                | 2                                                                   |
| 3                                                                   | Мексика                                                             | КОНКАКАФ                                                            | 4                                                                   |
| 4                                                                   | Англія                                                              | УЄФА                                                                | 5                                                                   |
| 5                                                                   | Аргентина                                                           | КОНМЕБОЛ                                                            | 6                                                                   |
| 6                                                                   | Норвегія                                                            | УЄФА                                                                | 7                                                                   |
| 7                                                                   | Югославія                                                           | УЄФА                                                                | 8                                                                   |
| 8                                                                   | Чилі                                                                | КОНМЕБОЛ                                                            | 9                                                                   |
| 9                                                                   | Колумбія                                                            | КОНМЕБОЛ                                                            | 10                                                                  |
| 10                                                                  | США                                                                 | КОНКАКАФ                                                            | 11                                                                  |
| 11                                                                  | Японія                                                              | АФК                                                                 | 12                                                                  |
| 12                                                                  | Марокко                                                             | КАФ                                                                 | 13                                                                  |
| 13                                                                  | Італія                                                              | УЄФА                                                                | 14                                                                  |
| 14                                                                  | Іспанія                                                             | УЄФА                                                                | 15                                                                  |
| 15                                                                  | Франція (господарі)                                                 | УЄФА                                                                | 18                                                                  |
| 16                                                                  | Хорватія                                                            | УЄФА                                                                | 19                                                                  |
| 17                                                                  | Південна Корея                                                      | АФК                                                                 | 20                                                                  |
| 18                                                                  | Туніс                                                               | КАФ                                                                 | 21                                                                  |
| 19                                                                  | Румунія                                                             | УЄФА                                                                | 22                                                                  |
| 20                                                                  | ПАР                                                                 | КАФ                                                                 | 24                                                                  |
| 21                                                                  | Нідерланди                                                          | УЄФА                                                                | 25                                                                  |
| 22                                                                  | Данія                                                               | УЄФА                                                                | 27                                                                  |
| 23                                                                  | Парагвай                                                            | КОНМЕБОЛ                                                            | 29                                                                  |
| 24                                                                  | Ямайка                                                              | КОНКАКАФ                                                            | 30                                                                  |
| 25                                                                  | Австрія                                                             | УЄФА                                                                | 31                                                                  |
| 26                                                                  | Саудівська Аравія                                                   | АФК                                                                 | 34                                                                  |
| 27                                                                  | Болгарія                                                            | УЄФА                                                                | 35                                                                  |
| 28                                                                  | Бельгія                                                             | УЄФА                                                                | 36                                                                  |
| 29                                                                  | Шотландія                                                           | УЄФА                                                                | 41                                                                  |
| 30                                                                  | Іран                                                                | АФК                                                                 | 42                                                                  |
| 31                                                                  | Камерун                                                             | КАФ                                                                 | 49                                                                  |
| 32                                                                  | Нігерія                                                             | КАФ                                                                 | 74                                                                  |

## Склади команд
Як і на попередньому турнірі кожна команда мала подати заявку із 22 гравців.
З 704 гравців-учасників чемпіонату світу 447 перебували на контракті з європейськими клубами, 90 представляли азійський клубний футбол, 67 грали у Південній Америці, 61 — у регіоні КОНКАКАФ, а 37 — в Африці. 75 гравців представляли англійські клуби, на п'ять більше ніж італійські або іспанські. Серед окремих клубних команд рекордсменом була «Барселона», яка делегувала на світову першість 13 футболістів.
Середній вік футболістів чемпіонату світу складав 27 років і 8 місяців, на п'ять місяців більше, ніж на попередньому мундіалі. Наймолодшим гравцем першості був камерунець Самюель Ето'о (17 років і 3 місяці), а найстаршим — шотландець Джим Лейтон (39 років та 11 місяців).

## Нововведення

### Технології
Уперше в іграх чемпіонатів світу четверті арбітри використовували електронні табло для демонстрації замін та доданого часу замість традиційних табличок.

### Зміни правил
Першість 1998 року була найпершим чемпіонатом світу після упровадження правила золотого гола. Арбітрам було рекомендовано карати прямою червоною карткою підкати ззаду, що несли загрозу здоров'ю суперника, а кількість можливих замін по ходу гри було збільшено з двох до трьох.

## Арбітри
Матчі чемпіонату світу обслуговували 34 арбітри та 33 асистенти.
КАФ (5)
- Саїд Белькола
- Джамаль Аль-Гандур
- Люсьєн Бушардо
- Лім Кі Чон
- Ієн Маклеод

АФК (4)
- Абдул Рахман Аль-Заїд
- Алі Буджсаїм
- Окада Масайосі
- Піром Ун-Прасерт

УЄФА (15)
- Марк Батта
- Гюнтер Бенке
- П'єрлуїджі Колліна
- Г'ю Даллас
- Пол Деркін
- Хосе Марія Гарсія-Аранда
- Бернд Гайнеман
- Микола Левніков
- Урс Маєр
- Вітор Мелу Перейра
- Кім Мільтон Нільсен
- Руне Педерсен
- Ласло Вагнер
- Маріо ван дер Енде
- Ришард Вуйцик

КОНКАКАФ (3)
- Есфандіар Бахармаст
- Артуро Брісіо Картер
- Рамеш Рамдан

ОФК (1)
- Едді Ленні

КОНМЕБОЛ (6)
- Хав'єр Кастрільї
- Епіфаніо Гонсалес
- Марсіл Резенде де Фрейтас
- Маріо Санчес Янтен
- Альберто Техада Нор'єга
- Джон Торо Рендон

## Результати

### Груповий етап
Усі матчі відбулися за центральноєвропейським літнім часом.

#### Група А
| М  | Команда   | І | В | Н | П | МЗ | МП | РМ | О |
| -- | --------- | - | - | - | - | -- | -- | -- | - |
| 1. | Бразилія  | 3 | 2 | 0 | 1 | 6  | 3  | +3 | 6 |
| 2. | Норвегія  | 3 | 1 | 2 | 0 | 5  | 4  | +1 | 5 |
| 3. | Марокко   | 3 | 1 | 1 | 1 | 5  | 5  | 0  | 4 |
| 4. | Шотландія | 3 | 0 | 1 | 2 | 2  | 6  | −4 | 1 |

| 10 червня 1998 17:30 |

| Бразилія                       | 2 — 1      | Шотландія          |
| ------------------------------ | ---------- | ------------------ |
| Сезар Сампайо 5' Бойд 74' (аг) | (Протокол) | Коллінз 38' (пен.) |

| Стад де Франс, Сен-Дені Глядачів: 80 000 Арбітр: Хосе Гарсія Аранда |

| 10 червня 1998 21:00 |

| Марокко             | 2 — 2      | Норвегія                   |
| ------------------- | ---------- | -------------------------- |
| Хаджі 37' Хадда 60' | (Протокол) | Чіппо 45+1' (аг) Егген 61' |

| Стад де ла Моссон, Монпельє Глядачів: 29 800 Арбітр: Піром Ун-прасерт |

| 16 червня 1998 17:30 |

| Шотландія | 1 — 1      | Норвегія   |
| --------- | ---------- | ---------- |
| Берлі 66' | (Протокол) | Г. Фло 46' |

| Парк Лескюр, Бордо Глядачів: 31 800 Арбітр: Ласло Вагнер |

| 16 червня 1998 21:00 |

| Бразилія                            | 3 — 0      | Марокко |
| ----------------------------------- | ---------- | ------- |
| Роналду 9' Рівалдо 45+2' Бебето 50' | (Протокол) |         |

| Стад де Божуар, Нант Глядачів: 35 500 Арбітр: Микола Левніков |

| 23 червня 1998 21:00 |

| Шотландія | 0 — 3      | Марокко                  |
| --------- | ---------- | ------------------------ |
|           | (Протокол) | Бассір 23' 85' Хадда 46' |

| Жоффруа Гішар, Сент-Етьєн Глядачів: 30 600 Арбітр: Алі Буджсаїм |

| 23 червня 1998 21:00 |

| Бразилія   | 1 — 2      | Норвегія                         |
| ---------- | ---------- | -------------------------------- |
| Бебето 78' | (Протокол) | Т. А. Фло 83' Рекдаль 89' (пен.) |

| Велодром, Марсель Глядачів: 55 000 Арбітр: Есфандіар Бахармаст |

#### Група B
| М  | Команда | І | В | Н | П | МЗ | МП | РМ | О |
| -- | ------- | - | - | - | - | -- | -- | -- | - |
| 1. | Італія  | 3 | 2 | 1 | 0 | 7  | 3  | +4 | 7 |
| 2. | Чилі    | 3 | 0 | 3 | 0 | 4  | 4  | 0  | 3 |
| 3. | Австрія | 3 | 0 | 2 | 1 | 3  | 4  | −1 | 2 |
| 4. | Камерун | 3 | 0 | 2 | 1 | 2  | 5  | −3 | 2 |

| 11 червня 1998 17:30 |

| Італія                        | 2 — 2      | Чилі            |
| ----------------------------- | ---------- | --------------- |
| В'єрі 11' Р. Баджо 84' (пен.) | (Протокол) | Салас 45+3' 48' |

| Парк Лескюр, Бордо Глядачів: 31 800 Арбітр: Люсьєн Бушардо |

| 11 червня 1998 21:00 |

| Камерун    | 1 — 1      | Австрія        |
| ---------- | ---------- | -------------- |
| Нжанка 77' | (Протокол) | Польстер 90+1' |

| Муніципальний стадіон, Тулуза Глядачів: 33 500 Арбітр: Епіфаніо Гонсалес |

| 17 червня 1998 17:30 |

| Чилі      | 1 — 1      | Австрія      |
| --------- | ---------- | ------------ |
| Салас 70' | (Протокол) | Вастич 90+2' |

| Жоффруа Гішар, Сент-Етьєн Глядачів: 30 600 Арбітр: Джамаль Аль-Гандур |

| 17 червня 1998 21:00 |

| Італія                     | 3 — 0      | Камерун |
| -------------------------- | ---------- | ------- |
| Ді Б'яджо 7' В'єрі 75' 89' | (Протокол) |         |

| Стад де ла Моссон, Монпельє Глядачів: 29 800 Арбітр: Едді Ленні |

| 23 червня 1998 16:00 |

| Італія                 | 2 — 1      | Австрія             |
| ---------------------- | ---------- | ------------------- |
| В'єрі 48' Р. Баджо 90' | (Протокол) | Герцог 90+2' (пен.) |

| Стад де Франс, Сен-Дені Глядачів: 80 000 Арбітр: Пол Деркін |

| 23 червня 1998 16:00 |

| Чилі       | 1 — 1      | Камерун   |
| ---------- | ---------- | --------- |
| Сьєрра 20' | (Протокол) | Мбома 56' |

| Стад де Божуар, Нант Глядачів: 35 500 Арбітр: Ласло Вагнер |

#### Група C
| М  | Команда           | І | В | Н | П | МЗ | МП | РМ | О |
| -- | ----------------- | - | - | - | - | -- | -- | -- | - |
| 1. | Франція           | 3 | 3 | 0 | 0 | 9  | 1  | +8 | 9 |
| 2. | Данія             | 3 | 1 | 1 | 1 | 3  | 3  | 0  | 4 |
| 3. | ПАР               | 3 | 0 | 2 | 1 | 3  | 6  | −3 | 2 |
| 4. | Саудівська Аравія | 3 | 0 | 1 | 2 | 2  | 7  | −5 | 1 |

| 12 червня 1998 17:30 |

| Саудівська Аравія | 0 — 1      | Данія     |
| ----------------- | ---------- | --------- |
|                   | (Протокол) | Ріпер 69' |

| Фелікс Боллар, Ланс Глядачів: 38 100 Арбітр: Хав'єр Кастрільї |

| 12 червня 1998 21:00 |

| Франція                              | 3 — 0      | ПАР |
| ------------------------------------ | ---------- | --- |
| Дюгаррі 36' Ісса 77' (аг) Анрі 90+2' | (Протокол) |     |

| Велодром, Марсель Глядачів: 55 000 Арбітр: Марсіо Резенде де Фрейташ |

| 18 червня 1998 17:30 |

| ПАР          | 1 — 1      | Данія       |
| ------------ | ---------- | ----------- |
| Маккарті 51' | (Протокол) | Нільсен 12' |

| Муніципальний стадіон, Тулуза Глядачів: 33 500 Арбітр: Джон Торо Рендон |

| 18 червня 1998 21:00 |

| Франція                               | 4 — 0      | Саудівська Аравія |
| ------------------------------------- | ---------- | ----------------- |
| Анрі 37' 78' Трезеге 68' Лізаразю 85' | (Протокол) |                   |

| Стад де Франс, Сен-Дені Глядачів: 80 000 Арбітр: Артуро Брісіо Картер |

| 24 червня 1998 16:00 |

| Франція                       | 2 — 1      | Данія                 |
| ----------------------------- | ---------- | --------------------- |
| Джоркаєфф 12' (пен.) Петі 56' | (Протокол) | М. Лаудруп 42' (пен.) |

| Жерлан, Ліон Глядачів: 39 100 Арбітр: П'єрлуїджі Колліна |

| 24 червня 1998 16:00 |

| ПАР                       | 2 — 2      | Саудівська Аравія                            |
| ------------------------- | ---------- | -------------------------------------------- |
| Бартлетт 18' 90+3' (пен.) | (Протокол) | Аль-Джабер 45+2' (пен.) Ас-Сунаян 74' (пен.) |

| Парк Лескюр, Бордо Глядачів: 31 800 Арбітр: Маріо Санчес |

#### Група D
| М  | Команда  | І | В | Н | П | МЗ | МП | РМ | О |
| -- | -------- | - | - | - | - | -- | -- | -- | - |
| 1. | Нігерія  | 3 | 2 | 0 | 1 | 5  | 5  | 0  | 6 |
| 2. | Парагвай | 3 | 1 | 2 | 0 | 3  | 1  | +2 | 5 |
| 3. | Іспанія  | 3 | 1 | 1 | 1 | 8  | 4  | +4 | 4 |
| 4. | Болгарія | 3 | 0 | 1 | 2 | 1  | 7  | −6 | 1 |

| 12 червня 1998 14:30 |

| Парагвай | 0 — 0      | Болгарія |
| -------- | ---------- | -------- |
|          | (Протокол) |          |

| Стад де ла Моссон, Монпельє Глядачів: 29 800 Арбітр: Абдул Рахман Аль-Зайд |

| 13 червня 1998 14:30 |

| Іспанія            | 2 — 3      | Нігерія                                    |
| ------------------ | ---------- | ------------------------------------------ |
| Єрро 21' Рауль 47' | (Протокол) | Адепожу 24' Субісаррета 73' (аг) Олісе 78' |

| Стад де Божуар, Нант Глядачів: 35 500 Арбітр: Есфандіар Бахармаст |

| 19 червня 1998 17:30 |

| Нігерія    | 1 — 0      | Болгарія |
| ---------- | ---------- | -------- |
| Ікпеба 28' | (Протокол) |          |

| Парк де Пренс, Париж Глядачів: 45 500 Арбітр: Маріо Санчес |

| 19 червня 1998 21:00 |

| Іспанія | 0 — 0      | Парагвай |
| ------- | ---------- | -------- |
|         | (Протокол) |          |

| Жоффруа Гішар, Сент-Етьєн Глядачів: 30 600 Арбітр: Ієн Маклеод |

| 24 червня 1998 21:00 |

| Нігерія   | 1 — 3      | Парагвай                        |
| --------- | ---------- | ------------------------------- |
| Орума 11' | (Протокол) | Аяла 1' Бенітес 58' Кардосо 86' |

| Муніципальний стадіон, Тулуза Глядачів: 33 500 Арбітр: Піром Ун-прасерт |

| 24 червня 1998 21:00 |

| Іспанія                                                                    | 6 — 1      | Болгарія       |
| -------------------------------------------------------------------------- | ---------- | -------------- |
| Єрро 6' (пен.) Луїс Енріке 18' Мор'єнтес 55' 81' Бачев 88' (аг) Кіко 90+4' | (Протокол) | Костадінов 58' |

| Фелікс Боллар, Ланс Глядачів: 38 100 Арбітр: Маріо ван дер Енде |

#### Група E
| М  | Команда        | І | В | Н | П | МЗ | МП | РМ | О |
| -- | -------------- | - | - | - | - | -- | -- | -- | - |
| 1. | Нідерланди     | 3 | 1 | 2 | 0 | 7  | 2  | +5 | 5 |
| 2. | Мексика        | 3 | 1 | 2 | 0 | 7  | 5  | +2 | 5 |
| 3. | Бельгія        | 3 | 0 | 3 | 0 | 3  | 3  | 0  | 3 |
| 4. | Південна Корея | 3 | 0 | 1 | 2 | 2  | 9  | −7 | 1 |

| 13 червня 1998 17:30 |

| Південна Корея | 1 — 3      | Мексика                     |
| -------------- | ---------- | --------------------------- |
| Ха Сок Чу 27'  | (Протокол) | Пелаес 50' Ернандес 75' 84' |

| Жерлан, Ліон Глядачів: 39 100 Арбітр: Гюнтер Бенке |

| 13 червня 1998 21:00 |

| Нідерланди | 0 — 0      | Бельгія |
| ---------- | ---------- | ------- |
|            | (Протокол) |         |

| Стад де Франс, Сен-Дені Глядачів: 77 000 Арбітр: П'єрлуїджі Колліна |

| 20 червня 1998 17:30 |

| Бельгія          | 2 — 2      | Мексика                           |
| ---------------- | ---------- | --------------------------------- |
| Вільмотс 42' 47' | (Протокол) | Гарсія Аспе 55' (пен.) Бланко 62' |

| Парк Лескюр, Бордо Глядачів: 31 800 Арбітр: Г'ю Даллас |

| 20 червня 1998 21:00 |

| Нідерланди                                                       | 5 — 0      | Південна Корея |
| ---------------------------------------------------------------- | ---------- | -------------- |
| Коку 37' Овермарс 41' Бергкамп 71' Ван Гойдонк 80' Р. Де Бур 83' | (Протокол) |                |

| Велодром, Марсель Глядачів: 55 000 Арбітр: Ришард Вуйцик |

| 25 червня 1998 16:00 |

| Нідерланди            | 2 — 2      | Мексика                   |
| --------------------- | ---------- | ------------------------- |
| Коку 4' Р. Де Бур 18' | (Протокол) | Пелаес 75' Ернандес 90+4' |

| Жоффруа Гішар, Сент-Етьєн Глядачів: 30 600 Арбітр: Абдул Рахман Аль-Зайд |

| 25 червня 1998 16:00 |

| Бельгія  | 1 — 1      | Південна Корея  |
| -------- | ---------- | --------------- |
| Ніліс 7' | (Протокол) | Ю Сан Чхоль 72' |

| Парк де Пренс, Париж Глядачів: 45 500 Арбітр: Марсіо Резенде де Фрейташ |

#### Група F
| М  | Команда   | І | В | Н | П | МЗ | МП | РМ | О |
| -- | --------- | - | - | - | - | -- | -- | -- | - |
| 1. | Німеччина | 3 | 2 | 1 | 0 | 6  | 2  | +4 | 7 |
| 2. | Югославія | 3 | 2 | 1 | 0 | 4  | 2  | +2 | 7 |
| 3. | Іран      | 3 | 1 | 0 | 2 | 2  | 4  | −2 | 3 |
| 4. | США       | 3 | 0 | 0 | 3 | 1  | 5  | −4 | 0 |

| 14 червня 1998 17:30 |

| Югославія      | 1 — 0      | Іран |
| -------------- | ---------- | ---- |
| Михайлович 73' | (Протокол) |      |

| Жоффруа Гішар, Сент-Етьєн Глядачів: 30 600 Арбітр: Альберто Техада |

| 15 червня 1998 21:00 |

| Німеччина                | 2 — 0      | США |
| ------------------------ | ---------- | --- |
| Меллер 10' Клінсманн 67' | (Протокол) |     |

| Парк де Пренс, Париж Глядачів: 45 500 Арбітр: Саїд Белькола |

| 21 червня 1998 14:30 |

| Німеччина                       | 2 — 2      | Югославія                  |
| ------------------------------- | ---------- | -------------------------- |
| Михайлович 72' (аг) Біргофф 78' | (Протокол) | Міятович 13' Стойкович 52' |

| Фелікс Боллар, Ланс Глядачів: 38 100 Арбітр: Кім Мілтон Нільсен |

| 21 червня 1998 21:00 |

| США          | 1 — 2      | Іран                      |
| ------------ | ---------- | ------------------------- |
| Макбрайд 87' | (Протокол) | Естілі 41' Махдавікія 83' |

| Жерлан, Ліон Глядачів: 39 100 Арбітр: Урс Маєр |

| 25 червня 1998 21:00 |

| Німеччина                 | 2 — 0      | Іран |
| ------------------------- | ---------- | ---- |
| Біргофф 50' Клінсманн 57' | (Протокол) |      |

| Стад де ла Моссон, Монпельє Глядачів: 29 800 Арбітр: Епіфаніо Гонсалес |

| 25 червня 1998 21:00 |

| США | 0 — 1      | Югославія     |
| --- | ---------- | ------------- |
|     | (Протокол) | Комленович 3' |

| Стад де Божуар, Нант Глядачів: 35 500 Арбітр: Джамаль Аль-Гандур |

#### Група G
| М  | Команда  | І | В | Н | П | МЗ | МП | РМ | О |
| -- | -------- | - | - | - | - | -- | -- | -- | - |
| 1. | Румунія  | 3 | 2 | 1 | 0 | 4  | 2  | +2 | 7 |
| 2. | Англія   | 3 | 2 | 0 | 1 | 5  | 2  | +3 | 6 |
| 3. | Колумбія | 3 | 1 | 0 | 2 | 1  | 3  | −2 | 3 |
| 4. | Туніс    | 3 | 0 | 1 | 2 | 1  | 4  | −3 | 1 |

| 15 червня 1998 14:30 |

| Англія               | 2 — 0      | Туніс |
| -------------------- | ---------- | ----- |
| Ширер 42' Скоулз 89' | (Протокол) |       |

| Велодром, Марсель Глядачів: 54 587 Арбітр: Масайоші Окада |

| 15 червня 1998 17:30 |

| Румунія    | 1 — 0      | Колумбія |
| ---------- | ---------- | -------- |
| Іліе 45+1' | (Протокол) |          |

| Жерлан, Ліон Глядачів: 39 100 Арбітр: Лім Кі Чон |

| 22 червня 1998 17:30 |

| Колумбія     | 1 — 0      | Туніс |
| ------------ | ---------- | ----- |
| Пресіадо 82' | (Протокол) |       |

| Стад де ла Моссон, Монпельє Глядачів: 29 800 Арбітр: Бернд Гайнеман |

| 22 червня 1998 21:00 |

| Румунія                   | 2 — 1      | Англія   |
| ------------------------- | ---------- | -------- |
| Молдован 46' Петреску 90' | (Протокол) | Оуен 81' |

| Муніципальний стадіон, Тулуза Глядачів: 33 500 Арбітр: Марк Батта |

| 26 червня 1998 21:00 |

| Колумбія | 0 — 2      | Англія                  |
| -------- | ---------- | ----------------------- |
|          | (Протокол) | Андертон 20' Бекхем 29' |

| Фелікс Боллар, Ланс Глядачів: 38 100 Арбітр: Артуро Брісіо Картер |

| 26 червня 1998 21:00 |

| Румунія      | 1 — 1      | Туніс            |
| ------------ | ---------- | ---------------- |
| Молдован 71' | (Протокол) | Суайя 12' (пен.) |

| Стад де Франс, Сен-Дені Глядачів: 77 000 Арбітр: Едді Ленні |

#### Група H
| М  | Команда   | І | В | Н | П | МЗ | МП | РМ | О |
| -- | --------- | - | - | - | - | -- | -- | -- | - |
| 1. | Аргентина | 3 | 3 | 0 | 0 | 7  | 0  | +7 | 9 |
| 2. | Хорватія  | 3 | 2 | 0 | 1 | 4  | 2  | +2 | 6 |
| 3. | Ямайка    | 3 | 1 | 0 | 2 | 3  | 9  | −6 | 3 |
| 4. | Японія    | 3 | 0 | 0 | 3 | 1  | 4  | −3 | 0 |

| 14 червня 1998 14:30 |

| Аргентина     | 1 — 0      | Японія |
| ------------- | ---------- | ------ |
| Батістута 28' | (Протокол) |        |

| Муніципальний стадіон, Тулуза Глядачів: 33 500 Арбітр: Маріо ван дер Енде |

| 14 червня 1998 21:00 |

| Ямайка  | 1 — 3      | Хорватія                            |
| ------- | ---------- | ----------------------------------- |
| Ерл 45' | (Протокол) | Станич 27' Просинечки 53' Шукер 69' |

| Фелікс Боллар, Ланс Глядачів: 38 100 Арбітр: Вітор Мелу Перейра |

| 20 червня 1998 14:30 |

| Японія | 0 — 1      | Хорватія  |
| ------ | ---------- | --------- |
|        | (Протокол) | Шукер 77' |

| Стад де Божуар, Нант Глядачів: 35 500 Арбітр: Рамеш Рамдан |

| 21 червня 1998 17:30 |

| Аргентина                                   | 5 — 0      | Ямайка |
| ------------------------------------------- | ---------- | ------ |
| Ортега 31' 55' Батістута 73' 78' 83' (пен.) | (Протокол) |        |

| Парк де Пренс, Париж Глядачів: 45 500 Арбітр: Руне Педерсен |

| 26 червня 1998 16:00 |

| Аргентина  | 1 — 0      | Хорватія |
| ---------- | ---------- | -------- |
| Пінеда 36' | (Протокол) |          |

| Парк Лескюр, Бордо Глядачів: 31 800 Арбітр: Саїд Белькола |

| 26 червня 1998 16:00 |

| Японія      | 1 — 2      | Ямайка         |
| ----------- | ---------- | -------------- |
| Накаяма 74' | (Протокол) | Вітмор 39' 54' |

| Жерлан, Ліон Глядачів: 39 100 Арбітр: Гюнтер Бенке |

### Плей-оф
|  | 1/8 фіналу             | 1/8 фіналу         |                     |       | Чвертьфінал         | Чвертьфінал         |                  |                  | Півфінал | Півфінал |  |  | Фінал | Фінал |
|  |                        |                    |                     |       |                     |                     |                  |                  |          |          |  |  |       |       |
|  | 27 червня — Париж      |                    |                     |       |                     |                     |                  |                  |          |          |  |  |       |       |
|  |                        |                    |                     |       |                     |                     |                  |                  |          |          |  |  |       |       |
|  | Бразилія               | 4                  |                     |       |                     |                     |                  |                  |          |          |  |  |       |       |
|  | Бразилія               | 4                  | 3 липня — Нант      |       |                     |                     |                  |                  |          |          |  |  |       |       |
|  | Чилі                   | 1                  |                     |       |                     |                     |                  |                  |          |          |  |  |       |       |
|  | Чилі                   | 1                  | Бразилія            | 3     |                     |                     |                  |                  |          |          |  |  |       |       |
|  | 28 червня — Сен-Дені   |                    | Бразилія            | 3     |                     |                     |                  |                  |          |          |  |  |       |       |
|  |                        | Данія              | 2                   |       |                     |                     |                  |                  |          |          |  |  |       |       |
|  | Нігерія                | Данія              | 2                   | 1     |                     |                     |                  |                  |          |          |  |  |       |       |
|  | Нігерія                |                    | 7 липня — Марсель   | 1     |                     |                     |                  |                  |          |          |  |  |       |       |
|  | Данія                  | 4                  |                     |       |                     |                     |                  |                  |          |          |  |  |       |       |
|  | Данія                  | 4                  | Бразилія (п.)       | 1 (4) |                     |                     |                  |                  |          |          |  |  |       |       |
|  | 29 червня — Тулуза     |                    | Бразилія (п.)       | 1 (4) |                     |                     |                  |                  |          |          |  |  |       |       |
|  |                        | Нідерланди         | 1 (2)               |       |                     |                     |                  |                  |          |          |  |  |       |       |
|  | Нідерланди             | Нідерланди         | 1 (2)               | 2     |                     |                     |                  |                  |          |          |  |  |       |       |
|  | Нідерланди             | 4 липня — Марсель  |                     | 2     |                     |                     |                  |                  |          |          |  |  |       |       |
|  | Югославія              | 1                  |                     |       |                     |                     |                  |                  |          |          |  |  |       |       |
|  | Югославія              | 1                  | Нідерланди          | 2     |                     |                     |                  |                  |          |          |  |  |       |       |
|  | 30 червня — Сент-Етьєн |                    | Нідерланди          | 2     |                     |                     |                  |                  |          |          |  |  |       |       |
|  |                        | Аргентина          | 1                   |       |                     |                     |                  |                  |          |          |  |  |       |       |
|  | Аргентина (п.)         | Аргентина          | 1                   | 2 (4) |                     |                     |                  |                  |          |          |  |  |       |       |
|  | Аргентина (п.)         |                    | 12 липня — Сен-Дені | 2 (4) |                     |                     |                  |                  |          |          |  |  |       |       |
|  | Англія                 | 2 (3)              |                     |       |                     |                     |                  |                  |          |          |  |  |       |       |
|  | Англія                 | 2 (3)              | Бразилія            | 0     |                     |                     |                  |                  |          |          |  |  |       |       |
|  | 27 червня — Марсель    |                    | Бразилія            | 0     |                     |                     |                  |                  |          |          |  |  |       |       |
|  |                        | Франція            | 3                   |       |                     |                     |                  |                  |          |          |  |  |       |       |
|  | Італія                 | Франція            | 3                   | 1     |                     |                     |                  |                  |          |          |  |  |       |       |
|  | Італія                 | 3 липня — Сен-Дені |                     | 1     |                     |                     |                  |                  |          |          |  |  |       |       |
|  | Норвегія               | 0                  |                     |       |                     |                     |                  |                  |          |          |  |  |       |       |
|  | Норвегія               | 0                  | Італія              | 0 (3) |                     |                     |                  |                  |          |          |  |  |       |       |
|  | 28 червня — Ланс       |                    | Італія              | 0 (3) |                     |                     |                  |                  |          |          |  |  |       |       |
|  |                        | Франція (п.)       | 0 (4)               |       |                     |                     |                  |                  |          |          |  |  |       |       |
|  | Франція (д. ч.)        | Франція (п.)       | 0 (4)               | 1     |                     |                     |                  |                  |          |          |  |  |       |       |
|  | Франція (д. ч.)        |                    | 8 липня — Сен-Дені  | 1     |                     |                     |                  |                  |          |          |  |  |       |       |
|  | Парагвай               | 0                  |                     |       |                     |                     |                  |                  |          |          |  |  |       |       |
|  | Парагвай               | 0                  | Франція             | 2     |                     |                     |                  |                  |          |          |  |  |       |       |
|  | 29 червня — Монпельє   |                    | Франція             | 2     |                     |                     |                  |                  |          |          |  |  |       |       |
|  |                        | Хорватія           | 1                   |       | Матч за третє місце | Матч за третє місце |                  |                  |          |          |  |  |       |       |
|  | Німеччина              | Хорватія           | 1                   | 2     | Матч за третє місце | Матч за третє місце |                  |                  |          |          |  |  |       |       |
|  | Німеччина              | 4 липня — Ліон     | 4 липня — Ліон      | 2     |                     |                     | 11 липня — Париж | 11 липня — Париж |          |          |  |  |       |       |
|  | Мексика                | 4 липня — Ліон     | 4 липня — Ліон      | 1     |                     |                     | 11 липня — Париж | 11 липня — Париж |          |          |  |  |       |       |
|  | Мексика                | Німеччина          | 0                   | 1     | Нідерланди          | 1                   |                  |                  |          |          |  |  |       |       |
|  | 30 червня — Бордо      | Німеччина          | 0                   |       | Нідерланди          | 1                   |                  |                  |          |          |  |  |       |       |
|  |                        | Хорватія           | 3                   |       | Хорватія            | 2                   |                  |                  |          |          |  |  |       |       |
|  | Румунія                | Хорватія           | 3                   | 0     | Хорватія            | 2                   |                  |                  |          |          |  |  |       |       |
|  | Румунія                |                    |                     | 0     |                     |                     |                  |                  |          |          |  |  |       |       |
|  | Хорватія               | 1                  |                     |       |                     |                     |                  |                  |          |          |  |  |       |       |
|  | Хорватія               | 1                  |                     |       |                     |                     |                  |                  |          |          |  |  |       |       |

#### 1/8 фіналу
| 27 червня 1998 16:30 |

| Італія    | 1 — 0      | Норвегія |
| --------- | ---------- | -------- |
| В'єрі 18' | (Протокол) |          |

| Велодром, Марсель Глядачів: 55 000 Арбітр: Бернд Гайнеман |

| 27 червня 1998 21:00 |

| Бразилія                                       | 4 — 1      | Чилі      |
| ---------------------------------------------- | ---------- | --------- |
| Сезар Сампайо 11' 27' Роналду 45+1' (пен.) 70' | (Протокол) | Салас 68' |

| Парк де Пренс, Париж Глядачів: 45 500 Арбітр: Марк Батта |

| 28 червня 1998 16:30 |

| Франція   | 1 — 0 (д. ч.) | Парагвай |
| --------- | ------------- | -------- |
| Блан 114' | (Протокол)    |          |

| Фелікс Боллар, Ланс Глядачів: 31 800 Арбітр: Алі Буджсаїм |

| 28 червня 1998 21:00 |

| Нігерія       | 1 — 4      | Данія                                         |
| ------------- | ---------- | --------------------------------------------- |
| Бабангіда 78' | (Протокол) | Меллер 3' Б. Лаудруп 12' Санд 60' Гельвег 76' |

| Стад де Франс, Сен-Дені Глядачів: 77 000 Арбітр: Урс Маєр |

| 29 червня 1998 16:30 |

| Німеччина                 | 2 — 1      | Мексика      |
| ------------------------- | ---------- | ------------ |
| Клінсманн 75' Біргофф 86' | (Протокол) | Ернандес 47' |

| Стад де ла Моссон, Монпельє Глядачів: 29 800 Арбітр: Вітор Мелу Перейра |

| 29 червня 1998 21:00 |

| Нідерланди                | 2 — 1      | Югославія      |
| ------------------------- | ---------- | -------------- |
| Бергкамп 38' Давідс 90+2' | (Протокол) | Комленович 48' |

| Муніципальний стадіон, Тулуза Глядачів: 33 500 Арбітр: Хосе Гарсія Аранда |

| 30 червня 1998 16:30 |

| Румунія | 0 — 1      | Хорватія           |
| ------- | ---------- | ------------------ |
|         | (Протокол) | Шукер 45+2' (пен.) |

| Парк Лескюр, Бордо Глядачів: 31 800 Арбітр: Хав'єр Кастрільї |

| 30 червня 1998 21:00 |

| Аргентина                         | 2 — 2 (д. ч.) | Англія                    |
| --------------------------------- | ------------- | ------------------------- |
| Батістута 6' (пен.) Санетті 45+1' | (Протокол)    | Ширер 10' (пен.) Оуен 16' |

| Жоффруа Гішар, Сент-Етьєн Глядачів: 30 600 Арбітр: Кім Мілтон Нільсен |

|                                          |       | Пенальті                            |  |
| Берті · Креспо · Верон · Гальярдо · Аяла | 4 — 3 | Ширер · Інс · Мерсон · Оуен · Бетті |  |

#### Чвертьфінали
| 3 липня 1998 16:30 |

| Італія | 0 — 0 (д. ч.) | Франція |
| ------ | ------------- | ------- |
|        | (Протокол)    |         |

| Стад де Франс, Сен-Дені Глядачів: 77 000 Арбітр: Г'ю Даллас |

|                                                        |       | Пенальті                                 |  |
| Р. Баджо · Альбертіні · Костакурта · В'єрі · Ді Б'яджо | 3 — 4 | Зідан · Лізаразю · Трезеге · Анрі · Блан |  |

| 3 липня 1998 21:00 |

| Бразилія                   | 3 — 2      | Данія                       |
| -------------------------- | ---------- | --------------------------- |
| Бебето 11' Рівалдо 27' 60' | (Протокол) | Йоргенсен 2' Б. Лаудруп 50' |

| Стад де Божуар, Нант Глядачів: 35 500 Арбітр: Джамаль Аль-Гандур |

| 4 липня 1998 16:30 |

| Нідерланди                | 2 — 1      | Аргентина |
| ------------------------- | ---------- | --------- |
| Клюйверт 12' Бергкамп 90' | (Протокол) | Лопес 17' |

| Велодром, Марсель Глядачів: 55 000 Арбітр: Артуро Брісіо Картер |

| 4 липня 1998 21:00 |

| Німеччина | 0 — 3      | Хорватія                         |
| --------- | ---------- | -------------------------------- |
|           | (Протокол) | Ярні 45+3' Влаович 80' Шукер 85' |

| Жерлан, Ліон Глядачів: 39 100 Арбітр: Руне Педерсен |

#### Півфінали
| 7 липня 1998 21:00 |

| Бразилія    | 1 — 1 (д. ч.) | Нідерланди   |
| ----------- | ------------- | ------------ |
| Роналду 46' | (Протокол)    | Клюйверт 87' |

| Велодром, Марсель Глядачів: 54 000 Арбітр: Алі Буджсаїм |

|                                     |       | Пенальті                                |  |
| Роналду · Рівалдо · Емерсон · Дунга | 4 — 2 | Ф. де Бур · Бергкамп · Коку · Р. де Бур |  |

| 8 липня 1998 21:00 |

| Франція       | 2 — 1      | Хорватія  |
| ------------- | ---------- | --------- |
| Тюрам 47' 69' | (Протокол) | Шукер 46' |

| Стад де Франс, Сен-Дені Глядачів: 76 000 Арбітр: Хосе Гарсія Аранда |

#### Матч за третє місце
| 11 липня 1998 21:00 |

| Нідерланди | 1 — 2      | Хорватія                 |
| ---------- | ---------- | ------------------------ |
| Зенден 21' | (Протокол) | Просинечки 13' Шукер 35' |

| Парк де Пренс, Париж Глядачів: 45 500 Арбітр: Епіфаніо Гонсалес |

#### Фінал
| 12 липня 1998 21:00 |

| Бразилія | 0 — 3      | Франція                    |
| -------- | ---------- | -------------------------- |
|          | (Протокол) | Зідан 27' 45+1' Петі 90+3' |

| Стад де Франс, Сен-Дені Глядачів: 80 000 Арбітр: Саїд Белькола |

## Переможець
| Переможець чемпіонату світу з футболу 1998 року: |
| ------------------------------------------------ |
| Франція Перший титул                             |

## Статистика

### Бомбардири
Найкращим бомбардиром турніру став хорватський нападник Давор Шукер, автор шести голів. Загалом в іграх турніру 112 різних гравців відзначилися 171 забитим м'ячем:
6 голів
- Давор Шукер

5 голів
- Габрієль Батістута
- Крістіан В'єрі

4 голи
- Ronaldo
- Марсело Салас
- Луїс Ернандес

3 голи
- Бебето
- Сезар Сампайо
- Рівалдо
- Тьєррі Анрі
- Олівер Біргофф
- Юрген Клінсманн
- Денніс Бергкамп

2 голи
- Аріель Ортега
- Марк Вільмотс
- Роберт Просинечки
- Браян Лаудруп
- Майкл Оуен
- Алан Ширер
- Еммануель Петі
- Ліліан Тюрам
- Зінедін Зідан
- Роберто Баджо
- Теодор Вітмор
- Рікардо Пелаес
- Салахеддін Бассір
- Абдельжаліль Хадда
- Філліп Коку
- Рональд де Бур
- Патрік Клюйверт
- Віорел Молдован
- Шон Бартлетт
- Фернандо Єрро
- Фернандо Мор'єнтес
- Слободан Комленович

1 гол
- Клаудіо Лопес
- Маурісіо Пінеда
- Хав'єр Санетті
- Андреас Герцог
- Тоні Польстер
- Івиця Вастич
- Люк Ніліс
- Еміл Костадинов
- Патрік Мбома
- П'єр Нжанка
- Хосе Луїс Сьєрра
- Лейдер Пресьядо
- Роберт Ярні
- Маріо Станич
- Горан Влаович
- Томас Гельвег
- Мартін Йоргенсен
- Мікаель Лаудруп
- Петер Меллер
- Аллан Нільсен
- Марк Ріпер
- Еббе Санд
- Даррен Андертон
- Девід Бекхем
- Пол Скоулз
- Лоран Блан
- Юрій Джоркаєфф
- Крістоф Дюгаррі
- Біксант Лізаразю
- Давід Трезеге
- Андреас Меллер
- Мегді Магдавікія
- Хамід Естілі
- Луїджі Ді Б'яджо
- Роббі Ерл
- Накаяма Масасі
- Куаутемок Бланко
- Альберто Гарсія Аспе
- Мустафа Хаджі
- Едгар Давідс
- Марк Овермарс
- П'єр ван Гойдонк
- Будевейн Зенден
- Мутью Адепожу
- Тіджані Бабангіда
- Віктор Ікпеба
- Сандей Олісе
- Вілсон Орума
- Дан Егген
- Говард Флу
- Туре Андре Флу
- К'єтіль Рекдаль
- Сельсо Аяла
- Мігель Анхель Бенітес
- Хосе Сатурніно Кардосо
- Адріан Іліе
- Дан Петреску
- Самі аль-Джабер
- Юсуф Ат-Тунаян
- Крейг Берлі
- Джон Коллінз
- Бенні Маккарті
- Ха Сок Чу
- Ю Сан Чхоль
- Kiko
- Луїс Енріке
- Рауль
- Скандер Суайя
- Браян Макбрайд
- Синиша Михайлович
- Предраг Міятович
- Драган Стойкович

Автоголи
- Георгі Бачев (у грі проти Іспанії)
- Юссеф Шиппо (у грі проти Норвегії)
- Том Бойд (у грі проти Бразилії)
- П'єр Ісса (у грі проти Франції)
- Андоні Субісаррета (у грі проти Нігерії)
- Синиша Михайлович (у грі проти Німеччини)

### Нагороди
| Золотий м'яч | Золотий бутс | Золота рукавичка | Премія чесної гри | Найцікавіша команда |
| ------------ | ------------ | ---------------- | ----------------- | ------------------- |
| Роналду      | Давор Шукер  | Фаб'єн Бартез    | Англія · Франція  | Франція             |

### Гравці, яких було вилучено в іграх чемпіонату
- Аріель Ортега
- Герт Вергеєн
- Анатолі Нанков
- Раймон Калла
- Лоран
- Рігобер Сонг
- Міклош Мольнар
- Мортен Віггорст
- Девід Бекхем
- Лоран Блан
- Марсель Десаї
- Зінедін Зідан
- Крістіан Вернс
- Деррил Пауелл
- Ха Сок Чу
- Павел Пардо
- Рамон Рамірес
- Патрік Клюйверт
- Артур Нюман
- Мохаммед Аль-Хілайві
- Крейг Берлі
- Альфред Фірі

### Символічна збірна турніру
До символічної збірної турніру за версією ФІФА було обрано 16 гравців.
| Воротарі                         | Захисники                                                             | Півзахисники                                             | Нападники                                         |
| -------------------------------- | --------------------------------------------------------------------- | -------------------------------------------------------- | ------------------------------------------------- |
| Фаб'єн Бартез Хосе Луїс Чилаверт | Роберто Карлос Марсель Десаї Ліліан Тюрам Франк де Бур Карлос Гамарра | Дунга Рівалдо Мікаель Лаудруп Зінедін Зідан Едгар Давідс | Роналду Давор Шукер Браян Лаудруп Денніс Бергкамп |

### Розподіл місць
Остаточний розподіл місць відповідно до прогресу на турнірі.
| Р                              | Команда           | ГР | І | В | Н | П | Г+ | Г- | РГ  | О  |
| ------------------------------ | ----------------- | -- | - | - | - | - | -- | -- | --- | -- |
| 1                              | Франція           | C  | 7 | 6 | 1 | 0 | 15 | 2  | +13 | 19 |
| 2                              | Бразилія          | A  | 7 | 4 | 1 | 2 | 14 | 10 | +4  | 13 |
| 3                              | Хорватія          | H  | 7 | 5 | 0 | 2 | 11 | 5  | +6  | 15 |
| 4                              | Нідерланди        | E  | 7 | 3 | 3 | 1 | 13 | 7  | +6  | 12 |
| Вибули на стадії чвертьфіналів |                   |    |   |   |   |   |    |    |     |    |
| 5                              | Італія            | B  | 5 | 3 | 2 | 0 | 8  | 3  | +5  | 11 |
| 6                              | Аргентина         | H  | 5 | 3 | 1 | 1 | 10 | 4  | +6  | 10 |
| 7                              | Німеччина         | F  | 5 | 3 | 1 | 1 | 8  | 6  | +2  | 10 |
| 8                              | Данія             | C  | 5 | 2 | 1 | 2 | 9  | 7  | +2  | 7  |
| Вибули на стадії 1/8 фіналів   |                   |    |   |   |   |   |    |    |     |    |
| 9                              | Англія            | G  | 4 | 2 | 1 | 1 | 7  | 4  | +3  | 7  |
| 10                             | Югославія         | F  | 4 | 2 | 1 | 1 | 5  | 4  | +1  | 7  |
| 11                             | Румунія           | G  | 4 | 2 | 1 | 1 | 4  | 3  | +1  | 7  |
| 12                             | Нігерія           | D  | 4 | 2 | 0 | 2 | 6  | 9  | −3  | 6  |
| 13                             | Мексика           | E  | 4 | 1 | 2 | 1 | 8  | 7  | +1  | 5  |
| 14                             | Парагвай          | D  | 4 | 1 | 2 | 1 | 3  | 2  | +1  | 5  |
| 15                             | Норвегія          | A  | 4 | 1 | 2 | 1 | 5  | 5  | 0   | 5  |
| 16                             | Чилі              | B  | 4 | 0 | 3 | 1 | 5  | 8  | −3  | 3  |
| Вибули на груповій стадії      |                   |    |   |   |   |   |    |    |     |    |
| 17                             | Іспанія           | D  | 3 | 1 | 1 | 1 | 8  | 4  | +4  | 4  |
| 18                             | Марокко           | A  | 3 | 1 | 1 | 1 | 5  | 5  | 0   | 4  |
| 19                             | Бельгія           | E  | 3 | 0 | 3 | 0 | 3  | 3  | 0   | 3  |
| 20                             | Іран              | F  | 3 | 1 | 0 | 2 | 2  | 4  | −2  | 3  |
| 21                             | Колумбія          | G  | 3 | 1 | 0 | 2 | 1  | 3  | −2  | 3  |
| 22                             | Ямайка            | H  | 3 | 1 | 0 | 2 | 3  | 9  | −6  | 3  |
| 23                             | Австрія           | B  | 3 | 0 | 2 | 1 | 3  | 4  | −1  | 2  |
| 24                             | ПАР               | C  | 3 | 0 | 2 | 1 | 3  | 6  | −3  | 2  |
| 25                             | Камерун           | B  | 3 | 0 | 2 | 1 | 2  | 5  | −3  | 2  |
| 26                             | Туніс             | G  | 3 | 0 | 1 | 2 | 1  | 4  | −3  | 1  |
| 27                             | Шотландія         | A  | 3 | 0 | 1 | 2 | 2  | 6  | −4  | 1  |
| 28                             | Саудівська Аравія | C  | 3 | 0 | 1 | 2 | 2  | 7  | −5  | 1  |
| 29                             | Болгарія          | D  | 3 | 0 | 1 | 2 | 1  | 7  | −6  | 1  |
| 30                             | Південна Корея    | E  | 3 | 0 | 1 | 2 | 2  | 9  | −7  | 1  |
| 31                             | Японія            | H  | 3 | 0 | 0 | 3 | 1  | 4  | −3  | 0  |
| 32                             | США               | F  | 3 | 0 | 0 | 3 | 1  | 5  | −4  | 0  |